# スティキオス
スティキオス（古希: Στιχίος, Stichios）は、ギリシア神話の人物である。トロイア戦争でメネステウスのもとでアテーナイ勢を率いて戦った武将の1人。トロイア勢とリュキア勢がギリシア勢の防壁の内側に侵入した際には、アムピマコスの遺体が略奪されないようにメネステウスとともにアテーナイ勢の中に運び込み、ペイダス、ビアースとともにメネステウスを支えて戦った。しかし、トロイアに味方するアポローンがアイギスを用いてギリシア勢を潰走させた際に、ボイオーティアの武将アルケシラーオスとともにヘクトールに討たれた。